# Neilupotamon xinganense
Neilupotamon xinganense is een krabbensoort uit de familie van de Potamidae. De wetenschappelijke naam van de soort is voor het eerst geldig gepubliceerd in 1997 door Dai & Türkay.